# Motorola
Motorola Inc. ([ˌmoʊtəˈroʊlə]) — колишня американська мультинаціональна корпорація у галузі комунікацій і електроніки, новатор багатьох розробок у цій сфері, зокрема — мобільного зв'язку.
Була заснована 25 вересня 1928 року у Шаумбурзі, штат Іллінойс (США). В 1930 році створила автомобільне радіо і мережі громадської безпеки. Motorola створила обладнання, яке в 1969 році передало перші слова людини з Місяця. Саме після виходу в продаж в 1983 році першого стільникового телефону, який можна було тримати в руці, і запуску повністю цифрового технічного стандарту телебачення високої чіткості (HDTV) у 1990 р. у сфері комунікацій відбулася революція.
У період з 2007 по 2009 рік компанія «Motorola» втратила близько $4,3 млрд. 4 січня 2011 року вона розділилася на дві дочірніх компанії, Motorola Mobility і Motorola Solutions. Motorola Solutions вважається прямим наступником Motorola. Компанію Motorola Mobility було продано Google у 2012 році, а у 2014 році її купила корпорація Lenovo.
Підрозділ бездротових телефонних трубок Motorola був піонером у галузі стільникових телефонів. Також відомий як Сектор персонального зв'язку (PCS) до 2004 року, він став піонером у створенні мобільного телефону з DynaTAC, "розкладного телефону" з MicroTAC, а також розкладного телефону з StarTAC в середині 1990-х років. До середини 2000-х років компанія відродилася з появою RAZR, але в другій половині того ж десятиліття втратила свою частку ринку. Пізніше вона зосередилася на смартфонах, що використовують мобільну операційну систему Android з відкритим вихідним кодом від Google. Перший телефон на Android 2.0 "Eclair", Motorola Droid, був випущений у 2009 році (версія GSM була запущена місяцем пізніше в Європі під назвою Motorola Milestone). Підрозділ телефонів, а також кабельні приставки та модеми були пізніше виділені в Motorola Mobility. 

## Історія
Еволюція компанії «Motorola» і зміни в характері її продукції відображають вплив електронної промисловості на різноманітні сторони життя у двадцятому столітті.

### ХХ століття

#### 20-ті роки
В 1928 році Пол В. Галвін (1895–1959) і його брат Джозеф Е. Галвін (1899–1944) купують підприємство з виробництва випрямлячів змінного струму, що належало збанкрутілій «Стюарт сторідж баттері компані» в Чикаго, штат Іллінойс. 25 вересня 1928 р. вони засновують «Галвін меньюфекчерінг корпорейшн».
Того ж, 1928 року, «Галвін меньюфекчерінг корпорейшн» наймає приміщення за адресою: Вест-Гаррісон-Стріт, 847, Чикаго, США. Там працювало  п'ять співробітників, сума платіжної відомості за перший тиждень становила $63. До активів корпорації належало $565 готівкою, устаткування вартістю $750, а також конструкція «замінника батарейок» (випрямляча) — першої продукції компанії.

#### 30-ті роки
В 1930 році, чистий обсяг реалізації становив — $287 256.
В 1930 році «Галвін меньюфекчерінг корпорейшн» виробляє перший практичний і доступний за ціною автомобільний радіоприймач. Пол Галвін придумує назву «Motorola» для нової продукції компанії, поєднавши в ньому поняття «рух» і «радіо».
В 1936 році створено «Поліс крузер» — авторадіоприймач з амплітудною модуляцією, настроєний на єдину частоту, щоб приймати повідомлення для поліцейських, є першою спробою виходу продукції «Motorola» в нову сферу радіозв'язку.
В 1937 році оголошено нову серію побутових радіоприймачів. Радіоприймачі є вже більш ніж у половини американських родин. «Motorola» прагне забезпечити ними другу половину.
В 1938 році розгорнулася загальнонаціональна рекламна кампанія з використанням друкованих видань, дорожніх щитів і вуличної реклами.

#### 40-ві роки
В 1940 році чистий обсяг реалізації становив — $9 936 558. Кількість співробітників — 985 осіб.
В 1940 році Денієл Ноубл (1902–1980), піонер розробок у сфері радіозв'язку з частотною модуляцією та технології напівпровідників, приходить до  «Motorola» на посаду керівника наукових досліджень. Створюється Підрозділ зв'язку. 1941 р. організується корпорація-філія, відповідальна за реалізацію продукції «Моторола ком'юнікейшнз енд електронікс інкорпорейтед».
В 1940 році «Motorola» вперше розробляє переносну в руці приймально-передавальну радіостанцію для військ зв'язку армії США. Портативна рація з амплітудною модуляцією «хенді-токі» перетворюється на один із символів другої світової війни.
В 1941 році у Боулінг-Грін, штат Кентуккі (США), встановлюється перша комплексна поліцейська приймально-передавальна радіосистема компанії «Motorola» з амплітудною модуляцією. «Motorola» впроваджує першу комерційну серію приймально-передавальних радіоприладів із ЧМ.
В 1943 році була створена перша портативна приймально-передавальна радіостанція з ЧМ — «уокі-токі», що поміщається в рюкзаку — була розроблена в «Motorola» Деном Ноублом. Разом з переносною в руці «генді-токі» вона відіграє життєво важливу роль для зв'язку на полях боїв по всій Європі та в південній частині тихоокеанського регіону протягом другої світової війни.
У 1947 році товарний знак «Motorola» став вже настільки широко відомий, що назву компанії — «Галвін меньюфекчерінг корпорейшн» — змінено на «Motorola інкорпорейтед».
В 1948 році перша продукція «Motorola» в телевізійному бізнесі — телевізор «Голден в'ю» моделі VT71 вартістю $179 — перша модель телевізора, ціна якої нижче $200.
Того ж, 1948 року, «Motorola» починає постачати авторадіоприймачі на заводи «Форд» і «Крайслер» для встановлення в автомобілях. Незабаром до компанії переходить виробництво й усіх радіоприймачів, що встановлює «Дженерал моторз».
В 1949 році, у серії приймально-передавальних радіоприладів із ЧМ «Диспетчер» компанія скористалася тим, що було розширено діапазон частот, виділених для швидко зростаючої кількості промислових і комерційних користувачів.
У 1949 році Денієл Ноубл відкриває науково-дослідне підприємство «Motorola» в Феніксі, штат Аризона (США). Передбачаючи величезні потенційні можливості тільки що винайдених транзисторів, він допомагає «Motorola» стати одним із найбільших у світі виробників напівпровідників.

#### 50-ті роки
В 1950 році чистий обсяг реалізації становив — $177 104 669. Кількість співробітників — 9325 осіб.
В 1955 році «Motorola» приймає новий логотип компанії у вигляді букви М, що нагадує кажана.
В 1956 році першою споживчою продукцією «Motorola», зібраної з використанням транзисторів, став автомобільний радіоприймач. Він компактніший і довговічніший за попередні моделі, а також споживає менше енергії від акумулятора машини.
У 1956 році було створено ще один прилад радіозв'язку — компактний радіоприймач під назвою «пейджер» — дає можливість передавати радіоповідомлення вибірково конкретній людині, що носить його при собі. Серед перших пейджери беруть на озброєння лікарні.
В 1956 році Роберт У. Галвін проголошується президентом компанії «Моторола інкорпорейтед». Пола В. Галвіна обрано головою ради, він стає головним адміністратором.
В тому ж, 1956 році, якщо раніше «Motorola» виробляла транзистори й напівпровідники винятково для використання у власних радіоприймачах, телевізорах та інших приладах зв'язку, то відтепер компанія стає комерційним виробником і постачальником напівпровідників на продаж іншим виробникам. Створюється Підрозділ продукції на основі напівпровідників.
В 1959 році «Motorola» впроваджує «Мотрак» — першу двосторонню мобільну радіостанцію з блоком живлення й приймачем повністю на транзисторах. Низьке енергоспоживання дозволяє використовувати її без включення двигуна автомобіля. Хоча «Мотрак» коштує вдвічі дорожче за попередні моделі, він непогано розкуповується.
В 1959 році, світ побачив портативний кишеньковий радіоприймач Х-11 — перший повністю транзисторний радіоприймач «Motorola».

#### 60-ті роки
В 1960 році чистий обсяг реалізації становив — $299 065 922. Кількість співробітників — 14 740 осіб.
В 1961 році з розробкою різноманітних низьковитратних технологій виробництва кремнієвих випрямлячів, що застосовуються в автомобільних синхронних генераторах, синхронний генератор стає економічною заміною для менш довговічного автогенератора. Підрозділ автомобільної продукції починає виробництво синхронних генераторів, завдяки чому компанія затверджується як постачальник «підкапотної» електроніки.
У 1962 році, під час польоту до Венери космічний апарат «Марінер-2» використав ретранслятор «Motorola» для забезпечення радіозв'язку на відстані 54 млн миль (87 млн км).
В 1962 році «Motorola» впроваджує повністю транзисторну портативну приймально-передавальну радіостанцію «хенді-токі» НТ-200 FM. Рація вагою 33 унції (936 г) отримала назву «цегла» завдяки своїй формі та надійній конструкції.
У 1964 році, як спільну розробку з «Нешнл відео» «Motorola» створює першу прямокутну електронно-променеву трубку для кольорового телевізора. Ця ЕПТ швидко стає стандартом у галузі.
В 1965 році, у міру того, як знижується собівартість виробництва напівпровідників, розширюється їхнє застосування в побутовій електронній техніці, що спричинює виникнення великого ринку. «Motorola» відповідає на це повною гамою дешевих транзисторів у пластмасовому корпусі. Конструкція цих пристроїв кінець кінцем переймається всією напівпровідниковою промисловістю.
У 1967 році до логотипу компанії додається коло.
У 1967 році «Motorola» впроваджує серію кольорових телевізорів «Квазар» — перших в Америці кольорових телеприймачів, повністю зібраних на транзисторах. Їхня конструкція забезпечує простоту ремонту — особливість, що підкреслена товарним знаком «Works in a Drawer» («працює у шухляді»).
В 1967–1978 роках «Motorola» розширює свою міжнародну діяльність, створюючи підприємства в багатьох країнах, у тому числі в Австралії, Англії, Мексиці й Пуерто-Рико. У Франції і Японії створюються спільні підприємства з виробництва автомобільної та іншої продукції.
У 1969 році перші слова космонавта Ніла Армстронга, сказані на Місяці, передаються на Землю ретранслятором, розробленим і виготовленим Підрозділом електронної продукції з державних замовлень компанії «Motorola».
У 1969 році випущена «Motorola» нова портативна рація з ЧМ вдвічі менше й легше за попередню модель НТ-200. Ця нова модель, НТ-220 «хенді-токі», ґрунтується на використанні двох інтегральних схем особливої конструкції, що замінили загалом 51 окрему деталь.

#### 70-ті роки
У 1970 році чистий обсяг реалізації становив — $796 418 521. Кількість співробітників — 36 000 осіб.
У 1971 році радіоприймач «Motorola» встановлено на місяцеході «Ровер» для забезпечення голосового зв'язку на відстані 240 тисяч миль (386 тисяч км) між Землею й Місяцем. Цей приймач у сто разів чутливіший ніж звичайний радіоприймач, що встановлюють в автомобілях, і при цьому важить лише півтора фунти (680 г).
В 1974 році «Motorola» починає виробництво свого першого мікропроцесору — 6800. Серед перших покупців — компанії в сфері автомобілебудування, зв'язку, промисловості, оргтехніки.
У 1974 році, підприємства «Motorola» з виробництва побутових телевізорів, включаючи ті, що випускаються під знаменитою маркою «Квазар», продані.
В 1976 році «Motorola» відкриває міжнародну штаб-квартиру компанії на 325 акрах у Шамбурзі, передмісті Чикаго, штат Іллінойс.
В 1977 році тестується експериментальна радіотелефонна система, названа «стільниковою» за аналогією зі «стільниками» — схемою розташування базових станцій.
У 1978 році «Motorola» впроваджує серію керованих комп'ютером радіосистем і пристроїв зв'язку, заснованих на використанні транкінга. Метод транкінга дозволяє операторам раціонально використовувати перевантажені ділянки діапазону.
У 1979 році «Motorola» впроваджує свій перший 16-бітовий мікропроцесор: 68000. Маючи швидкодію до 2 млн операцій за секунду, він може використовуватися для виконання програм із наукових розробок, обробки даних і в сфері бізнесу.
Того ж, 1979 року, загальна якість продукції й виробничої діяльності «Motorola» ретельно розглядається на нараді посадових осіб корпорації. До середини 80-х років програмою підвищення якості було охоплено всю компанію.

#### 80-ті роки

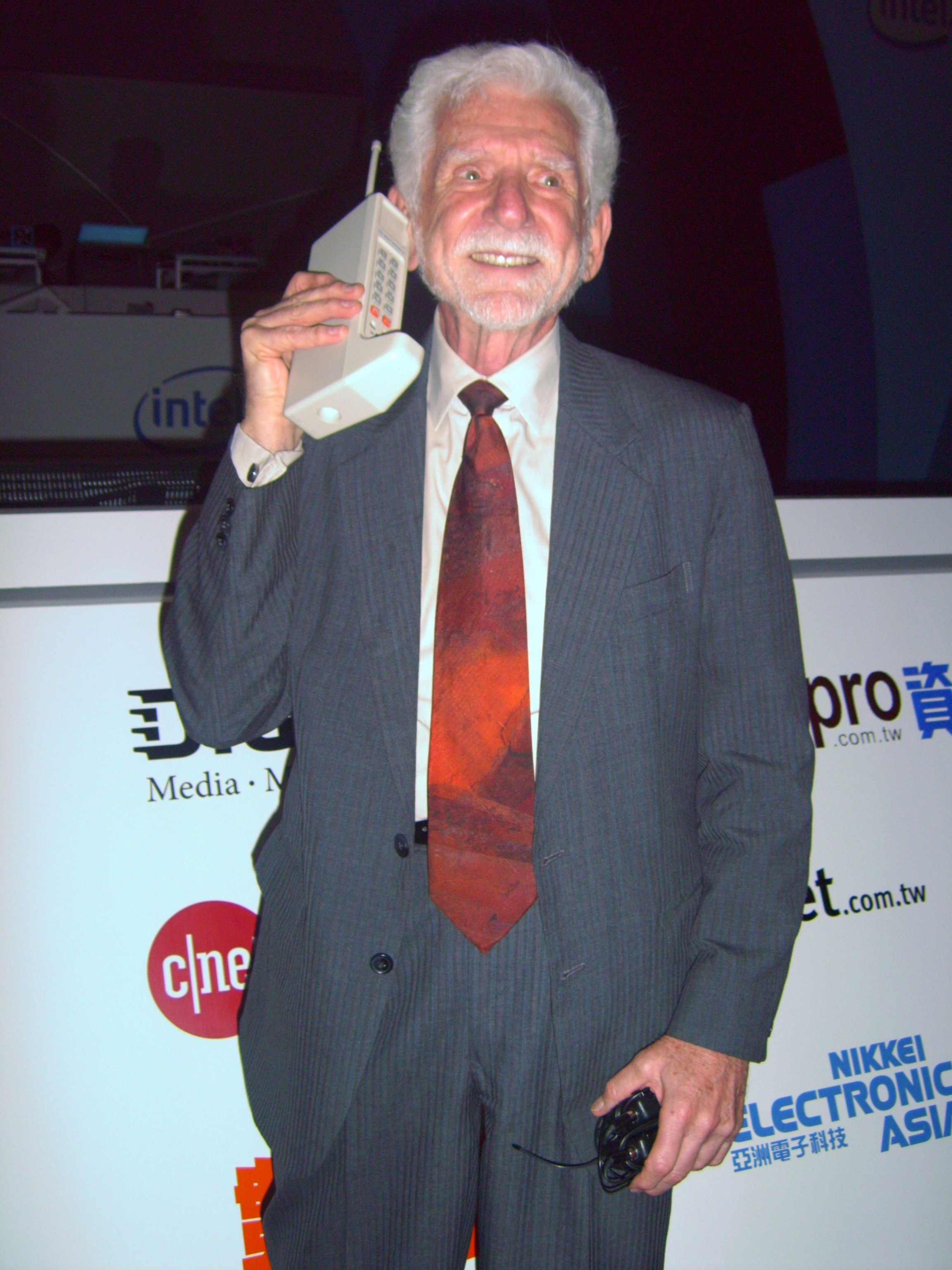
Творець DynaTAC 8000X доктор Мартін Купер здійснив перший приватний стільниковий дзвінок у 1973 році за допомогою дещо більшого прототипу.

У 1980 році чистий обсяг реалізації становив — $3 098 763 000. Кількість працюючих співробітників — 71 500 осіб.
В тому ж, 1980 році були отримані фотографії Сатурна, зроблені «Вояджер-1». Дані відправлені на Землю на відстані більш ніж мільярд миль. Обладнання «Motorola», встановлене на «Вояджері-1» і «Вояджері-2», є основним засобом зв'язку із Землею.
У 1980 році, електронні компоненти для автомобільної промисловості стають одним із пріоритетних ринків для мікропроцесорів «Motorola». Модулі електронного контролю двигунів, що дозволяють ефективно й ощадливо витрачати пальне, виробляються для «Форд», «Дженерал моторз» і «Крайслер».
У 1983 році, після багатьох років розробок запрацювала перша стільникова система DynaTAC. Motorola DynaTAC — перший сертифікований мобільний телефон у світі.
В 1984 році, «Motorola» створює перший 32-бітний мікропроцесор MC68020, у якому міститься 200 000 транзисторів, що забезпечують доступ до пам'яті до 1 млрд біт. Випущено також мікроконтролер MC68HC11.
У 1985 році підписані контракти на надання систем стільникового зв'язку для Нью-Йорка, Філадельфії, Пекіна й Гонконгу, а також на розширення конфігурації систем Великої Британії, Скандинавії та Японії. Cellular Group і Motorola Computer Systems об'єднуються в General Systems Group.
В 1986 році «Motorola» інвестувала понад $40 млн. в освіту своїх співробітників. Підрозділ навчання й освітніх програм (Motorola Training and Education Center — MTEC) стає центральним органом і розташовується в новому Центрі Галвіна з підвищення кваліфікації (Galvin Center for Continuing Education). В 1990 році MTEC стає Університетом «Motorola».
В 1987 році «Motorola» випускає свою останню модель автомагнітоли. Серед нових видів продукції — контрольно-вимірювальні прилади для легкових і вантажних автомобілів, а також бортові комп'ютери.
У 1988 році «Motorola» стає переможцем першої Національної премії за якість імені Малькольма Болдріджа, запровадженої конгресом США з тим, щоб підтримати американський бізнес у прагненні підвищувати якість виробленої продукції.
У 1989 році на ринок було випущено найменший і найлегший стільниковий телефон MicroTAC.

#### 90-ті роки
В 1990 році чистий обсяг реалізації становив — $10 885 000 000. Кількість співробітників — 105.000 осіб.
У 1990 році підрозділ електронної продукції з державних замовлень постачає радіообладнання для телескопів «Галілей», «Магеллан» і «Хабл спейс».
Протягом 1991 року триває розробка супутникової системи зв'язку, що забезпечить можливість з'єднання абонента з будь-якої точки земної кулі. Система «Іридій» складається з невеликих низькоорбітальних супутників, зв'язаних до єдиної мережі.
У 1991 році експозиції виставки в новому Музеї Електроніки «Motorola» підкреслюють тісний зв'язок еволюції компанії «Motorola» та електронної індустрії.
У 1993 році у новому мікропроцесорі PowerPC, створеному спільно Apple Computer, IBM і «Motorola», використовується технологія Reduced Instruction Set Computer (RISC) для збільшення швидкості роботи.
В 1993 році річний попит на пейджери в Китаї зростає майже до 4 млн. «Motorola» випускає пейджери в Китаї, Індії, Японії, Сінгапурі та Південній Кореї, а також у Європі та обох Америках.
В 1994 році сектор повідомлень, інформації та медіа (MIMS) починає розвиток технологій і ринків для неголосових бездротових повідомлень і мультимедійних продуктів.
В 1994 році кількість співробітників компанії, що працюють в Азіатсько-Тихоокеанському регіоні, становила 33 000 осіб.
У 1995 році розширена система інтегрованої доставки (Integrated Dispatch Enhanced Network — iDEN) поєднує технології бездротової доставки даних і систем повідомлень.
У 1996 році створено переносний телефон StarTAC — найменший і найлегший супутниковий телефон у світі.
У 1996 році «Motorola» повідомляє про створення супутникового зв'язку M-Star для глобальної передачі голосових, відео та високошвидкісних даних.
У 1996 році, радіо Forte, що має програмне забезпечення для розпізнавання рукописного тексту й функцію двостороннього радіозв'язку, одержує Премію Промислового Дизайну для обладнання зв'язку.
В 1997 році Кристофер Галвін, онук засновника Пола Галвіна, призначений Директором компанії «Motorola».
У 1998 році «Motorola» перебудовує свій комунікаційний бізнес для ефективного розподілу ресурсів, а також швидкої та адекватної реакції на очікування споживачів.
У 1999 році на ринок випущено найменший і найлегший стільниковий телефон Motorola v3688.

### ХХІ століття

#### 2000-ні роки
В 2000 році найпершим у світі комерційним стільниковим телефоном, що почав підтримувати технологію GPRS, був апарат Motorola Timeport P7389i. У тому ж році він був знятий з виробництва і йому на зміну прийшов технічно досконаліший апарат Motorola Timeport 260.
У 2000 році було запущено iRadio™ Telematics Systems. Програмна платформа для автомобілістів на основі Java дозволяє підключатися до індивідуально підібраних локальних служб, оперативно отримувати практично будь-яку інформацію щодо місцеположення автомобіля та найкоротшого шляху до зазначеного місця, слухати музику за власним вибором, займатися електронною комерцією та користуватися електронною поштою. Причому все це, завдяки новітнім електронним пристроям з функцією розпізнавання мови та деяким іншим можливостям, безпосередньо в автомобілі, не відволікаючись від керування.
В 2001 році було випущено персонального комунікатора Motorola V100 — мобільний органайзер і мобільний термінал в одному корпусі.
2002 року «Motorola» випускає мобільний телефон Motorola V70, що мав взаємозамінні металеві кільця дисплея та блакитне підсвічування клавіатури.

#### 2010-ті роки
4 січня 2011 року Motorola розділилася на дві компанії — Motorola Mobility і Motorola Solutions. Перша спеціалізується на мобільних пристроях, друга — на телекомунікаційному устаткуванні. Компанія готувалася до розподілу три роки перед тим.
15 серпня 2011 року було оголошено про продаж Motorola Mobility корпорації Google за $12,5 млрд. При цьому бренд Motorola збережеться, відбудеться лише зміна власника. За словами виконавчого директора Google Ларрі Пейджа (Larry Page), цей крок дуже простимулює розвиток екосистеми ОС Android. Компанія першою винайшла мобільний телефон і за довгі роки у них безсумнівно скупчився величезний склад патентів. Ось вони то й були основною метою Google.
Протягом 2012-2014 років компанія Lenovo купила «Motorola» у Google за $2,91 млрд. Згідно з умовами договору, Lenovo набуває бренд Motorola, модельний ряд смартфонів Motorola, в тому числі Moto X, Moto G, Moto E, серію смартфонів DROID, а також плани і проєкти з розвитку продуктів під брендом Motorola (включаючи смарт-годинник Moto 360) Lenovo досягла угоду про покупку Motorola Mobility у Google в кінці січня 2014 року. Сама Google придбала Motorola Mobility в 2011 році за $12,5 млрд.
«Motorola» створює численні продукти для використання з боку уряду, державних службовців безпеки, бізнес-партій, а також широкої громадськості. Ці продукти включають стільникових телефонів, ноутбуків, комп'ютерних процесорів, пристроїв зв'язку та радіо. Motorola RAZR лінії було продано більше 120 млн одиниць в результаті чого компанія зайняла друге місце на ринку мобільних телефонів у 2005 році.

#### 2020-ті роки
11 травня 2024 року стало відомо про новий розвиток подій у патентній суперечці між Lenovo, Motorola та InterDigital. Згідно з рішенням суду, в Німеччині заборонено продаж декількох пристроїв Lenovo та Motorola, які використовують модулі WWAN, що мають вирішальне значення для мобільного інтернет-зв’язку. Ця заборона стосується широкого спектра мобільних пристроїв Lenovo. Сюди входять планшети та ноутбуки, які використовують мобільні мережі, такі як GSM, UMTS, LTE та 5G. Суперечка розгортається навколо умов ліцензування технології WWAN, що використовується в продуктах Lenovo. У цих пристроях використовується технологія, на яку компанія InterDigital, Inc. (США) володіє патентами.

## Підрозділи компанії
- Enterprise Mobility Solutions: штаб-квартира, розташована в Шаумбург, штат Іллінойс (США), містить у собі зв'язку запропонував уряду і державним секторами безпека і мобільність бізнесу підприємства. Motorola розробляє аналогові і цифрові приймально-передавальні пристрої, голосового зв'язку і передачі даних продуктів і систем, мобільних комп'ютерів, автоматизованих засобів збору даних, бездротової інфраструктури і RFID рішення для клієнтів по всьому світу.
- Мережі та мобільність: штаб-квартира, розташована в Арлінгтон-Хайтс, штат Іллінойс (США), виробляє кінця в кінець систем, що полегшують безперебійний доступ до цифрових розваг, інформаційні та комунікаційні послуги за допомогою дротових і бездротових середовищах. Motorola розробляє цифрову відео системних рішень, інтерактивні ТВ-пристроїв передачі голосу і даних модемів для цифрової абонентської лінії і кабельних мереж, широкосмугових систем доступу для кабельних і телевізійних супутникових операторів, а також провідні та безпровідні перевізники послуг.
- Мобільні пристрої: штаб-квартира, розташована в Лібертівіллі, штат Іллінойс (США), в наш час[коли?] є найменш процвітаючим підрозділом фірми, дизайн бездротових телефонів, а також ліцензії на більшу частину своєї інтелектуальної власності. До неї належать стільникові і бездротові системи, а також інтегрованих програм і Bluetooth аксесуари.